# Helena Šikolová
Helena Šikolová, verheiratet Balatková (* 25. März 1949 in Jablonec nad Nisou) ist eine ehemalige tschechoslowakische Skilangläuferin.
Šikolová startete international erstmals bei den Nordischen Skiweltmeisterschaften 1970 in Vysoké Tatry. Dort wurde sie Fünfte mit der Staffel und Vierte über 10 km. Anfang März 1970 belegte sie bei den Lahti Ski Games den dritten Platz über 10 km. Im folgenden Jahr errang sie bei den Lahti Ski Games den dritten Platz mit der Staffel. Ihren größten internationalen Erfolg hatte sie bei den Olympischen Winterspielen 1972 in Sapporo. Dort gewann sie die Bronzemedaille über 5 km. Zudem lief sie dort auf den siebten Platz über 10 km und auf den sechsten Rang mit der Staffel. Ihre Tochter Helena Balatková-Erbenová ist ebenfalls eine ehemalige Skilangläuferin.
Bei den tschechoslowakischen Meisterschaften siegte Šikolová siebenmal mit der Staffel (1969–1975) und einmal über 5 km (1969).